# 목포문화예술회관
목포문화예술회관(木浦文化藝術會館)은 목포시에서 공연, 전시를 목적으로 하는 곳이다. 목포 갓바위 관광지구에 있으며 두 동으로 크게 나뉜다.
공연동과 전시동으로 나뉘며 공연동의 수용인원 규모는 700명 정도이다. 규모가 그리 크지 않기 때문에 어린이 공연극과 음악회 등에 부적합하다는 지적이 일어왔으며 이에 따라 목포시민문화체육센터의 필요성이 대두됐다. 전시동에서는 목포시 내의 서예, 회화, 난우회 등의 여러 전시회가 열리며 문화예술회관에서 초·중·고등학생의 사생대회 및 서예대회가 열리기도 한다. 지역 향토 예술가의 활동 무대로 역할을 해오면서 전시 규모 및 형태에 대해서도 방법이 다양해지고 있다. 미술분야 외에 시향의 공연을 여는 한편 러시아의 바이올리니스트인 세르게이 크라브첸코 특별 공연을 하기도 했다.
목포시의 야경 사업에 따라 야경 경관을 여름철에 밝혔으며 주변 박물관에도 이를 적용하고 있다.